# علم قوانين الكتابة
علم قوانين الكتابة، قال أبو الخير في موضوعاته، هو علم يعرف منه كيفية نقش صور الحروف البسائط، وكيف يوضع القلم ومن أي جانب يبتدئ في الكتابة، وكيف يسهل تصدير تلك الحروف وفيه من المصنفات الباب الواحد من كتاب صبح الأعشى، اهـ ومثله في مدينة العلوم.
وكتاب صبح الأعشى جعله مؤلفه سبعة أجزاء، قال الأرنيقي: لم يغادر صغيرة ولا كبيرة مما يتعلق بعلم الإنشاء إلا أوردها، وزعم أن المنشئ لا بد له من معرفة جميع العلوم والأخبار والأحوال فأتى في كتابه ما أمكن له التعرض، اهـ.
وهذا العلم من مقاصد علم العربية المسمى بعلم الأدب.